# Roger Corman
Roger William Corman (Detroit, 5 aprile 1926 – Santa Monica, 9 maggio 2024) è stato un regista, produttore cinematografico e attore statunitense.

## Biografia
Nacque da Anne Martha High e dall'ingegner William Corman. Studente lui stesso di Ingegneria industriale all'Università di Stanford, combatté in Marina parte della seconda guerra mondiale e si laureò nel 1947. Ottenne il primo lavoro a Los Angeles nel 1948 ma, desiderando fare altro, si licenziò dopo appena quattro giorni, al termine della giornata lavorativa di giovedì.
Grazie all'aiuto del fratello minore Gene Corman, agente di attori hollywoodiani, venne assunto alla 20th Century Fox a smistare la posta, divenendo presto revisore di sceneggiature. In seguito lasciò la Fox e si mise in proprio. Successivamente sfruttò la borsa di studio per veterani di guerra nota come G.I. Bill, andando a studiare Letteratura inglese all'Università di Oxford. Per un periodo visse anche a Parigi. Al ritorno svolse alcuni lavori nel campo della televisione e del cinema, rientrando poi alla 20th Century Fox come fattorino. Lavorò anche da assistente di un agente letterario e di alcune case editrici.
Corman riuscì a entrare nel mondo del cinema come produttore nel 1953 e a esordire come regista nel 1955. Attivo soprattutto nel campo dei film horror a basso costo, divenne celebre la sua serie di opere tratte dai racconti di Edgar Allan Poe con Vincent Price nei ruoli da protagonista. Nonostante il budget molto ridotto, le sue pellicole incassarono quasi sempre moltissimo al botteghino, e Corman divenne una figura di culto fra i cinefili di tutto il mondo.
Personalità eclettica e instancabile, Corman fu regista, sceneggiatore, produttore e distributore. Ebbe anche il merito di scoprire autori della New Hollywood come Jack Hill, Ron Howard, Martin Scorsese, Francis Ford Coppola, Peter Bogdanovich e inoltre Jonathan Demme, James Cameron, Joe Dante e molti altri. Oltre a nuovi registi, Corman contribuì a lanciare la carriera di attori del calibro di Jack Nicholson, Peter Fonda, Bruce Dern, Charles Bronson, Todd Field, Michael McDonald, Dennis Hopper, Talia Shire, Sandra Bullock, Robert De Niro e David Carradine. Occasionalmente si prestò come attore in ruoli di secondo piano. Si ritirò ufficialmente dal mondo della regia cinematografica nel 1971.
Morì nella sua casa di Santa Monica, in California, il 9 maggio 2024 all'età di 98 anni.

## Vita privata
Il 23 dicembre 1970 sposò la produttrice cinematografica Julie Halloran, dalla quale ebbe quattro figli.

## Carriera

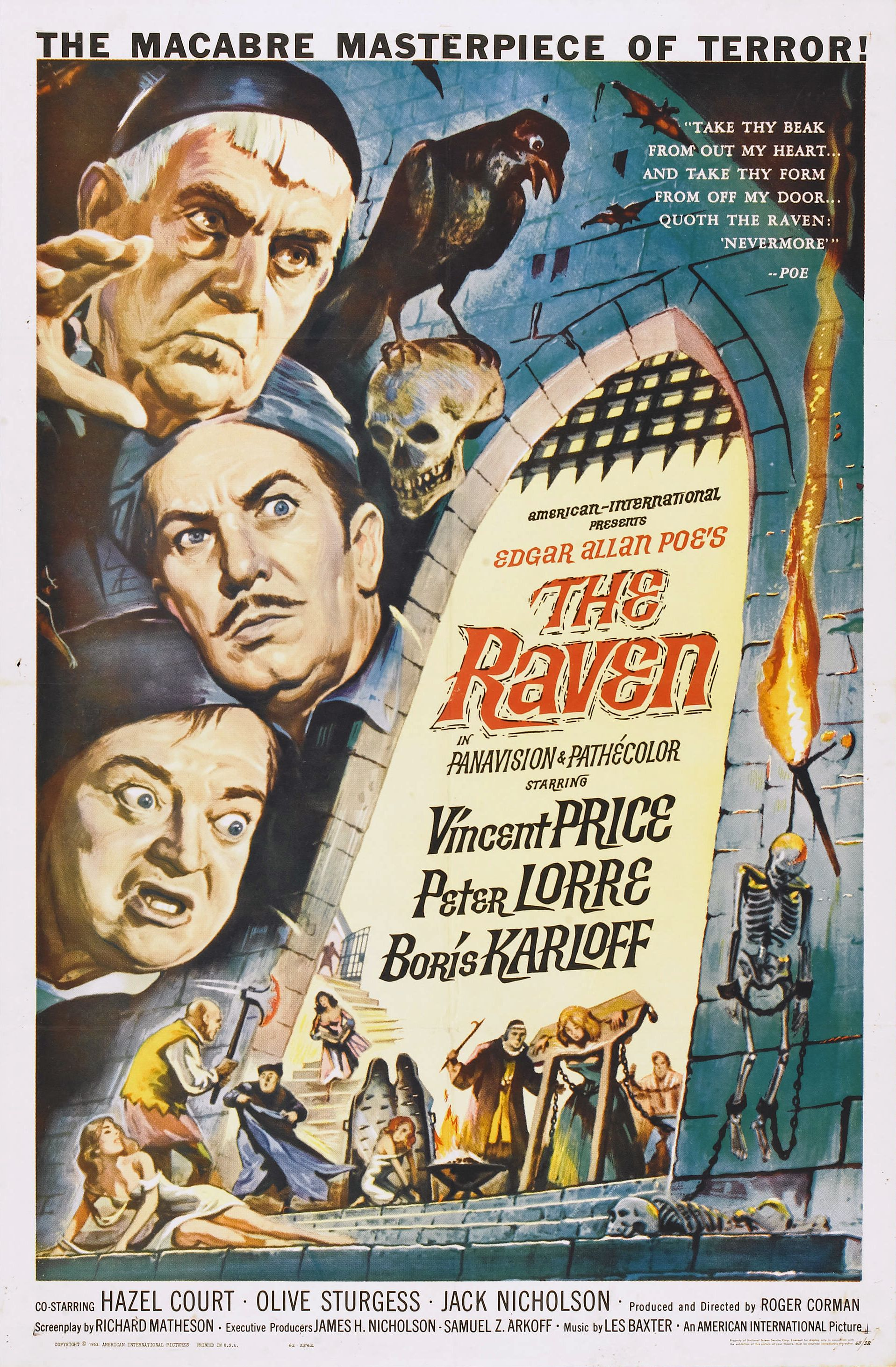
Locandina de I maghi del terrore (1963)

Corman cominciò a dirigere film a metà degli anni cinquanta, produzioni come Le donne della palude e Cinque colpi di pistola (1955). Nel 1958 fu produttore esecutivo di The Cry Baby Killer, prima apparizione da attore protagonista di un giovanissimo Jack Nicholson e nello stesso anno, da regista, lanciò Charles Bronson (anch'egli al primo ruolo da protagonista) con La legge del mitra. Nel suo primo periodo, arrivò anche a produrre nove film in un anno. Il suo miglior film di quel periodo probabilmente fu La piccola bottega degli orrori (1960), che fu girato in due giorni e una notte. Presumibilmente, il tutto partì da una scommessa: riuscire a girare un intero film in meno di tre giorni. Tale tempistica fu ricorrente anche in sue successive produzioni. 
Secondo un'altra versione della storia invece ebbe a disposizione un set affittato per un mese e, terminato il suo utilizzo con tre giorni di anticipo, lo usò per fare un nuovo film (questa fu anche una variante della storia dietro la produzione de La vergine di cera del 1963, girato in due giorni con Boris Karloff e Jack Nicholson, dopo I maghi del terrore). Il mistero venne chiarito dallo stesso Corman nel libro-intervista Il cinema secondo Corman di Giulio Laroni: «La piccola bottega degli orrori è stato realizzato in parte come uno scherzo e in parte come un esperimento. Avevo soltanto pochi soldi e c'era un set in piedi nel piccolo teatro di posa dove stavo lavorando a Hollywood. Ho detto al manager del teatro: “Se me lo affitti per due giorni, metterò in piedi un film”. Così lo mettemmo in piedi. (...) Ho potuto scritturare gli attori per una settimana, provare lunedì, martedì e mercoledì, e girare giovedì e venerdì».
Oltre a produrre e dirigere film per la American International Pictures (AIP), Corman finanziò anche altri film a basso budget prodotti poi da altre da società. Nel 1959 fondò Film Group con il fratello Gene, una società per la produzione di film a basso costo in bianco e nero e distribuiti successivamente in modalità double features (due film, al cinema o nei drive in, al prezzo di uno). Quando Corman si rese conto che i film in bianco e nero ormai non avevano più lo stesso successo dei film a colori, tornò alla AIP e la Filmgroup cessò ogni produzione nel 1962.
I più grandi successi di Corman come regista furono comunque i film del ciclo di Edgar Allan Poe dal 1960. Basati sulle opere di Poe, inizialmente prodotti con la American International Pictures e in collaborazione con lo scrittore e sceneggiatore Richard Matheson, in questa serie furono inclusi I vivi e i morti (1960), Il pozzo e il pendolo (1961), Sepolto vivo (1962), I racconti del terrore (1962), I maghi del terrore (1963), La città dei mostri (1963), La maschera della morte rossa (1964) e La tomba di Ligeia (1964). Tutti furono musicati da Les Baxter e, tranne Sepolto vivo, ebbero come protagonista Vincent Price. Con lui lavorarono anche lo scenografo Daniel Haller, il fotografo Floyd Crosby, Nicolas Roeg, gli sceneggiatori Robert Towne e Charles Beaumont e gli attori Ray Milland, Basil Rathbone, Hazel Court, Jack Nicholson, Barbara Steele, Debra Paget e Peter Lorre. Nel 1963 iniziò poi quella che sarebbe stata la sua più travagliata produzione, Blood Bath, cominciata come un film di spionaggio ambientato a Belgrado e finita come un film horror splatter riedito più volte. Diresse anche una delle prime apparizioni di William Shatner in un ruolo da protagonista in L'odio esplode a Dallas (1962). Basato su un racconto di Charles Beaumont, il film, realizzato con un budget di circa 80.000 dollari, diventò noto per i temi trattati, tra cui i diritti civili e la segregazione razziale.
Nel 1970 fondò la New World Pictures, una società indipendente di produzione e distribuzione, che produsse film diventati poi cult come Rivelazioni di un'evasa da un carcere femminile (1971), Anno 2000 - La corsa della morte (1975), Rock 'n Roll' High School (1979), Il pianeta del terrore (1981), Grano rosso sangue (1983), e il film di Joe Dante Piraña (1978). Come distribuzione, la New World Pictures rese accessibili molti film stranieri al pubblico di massa statunitense, tra cui le opere di Ingmar Bergman, François Truffaut, Federico Fellini e Akira Kurosawa. In un periodo di dieci anni, la New World Pictures vinse più Oscar al miglior film straniero di tutti gli altri studios messi insieme. Corman alla fine cedette la società a un gruppo di investitori nel 1983 e in seguito formò la Concorde-New Horizons (CNH), una società di produzione e distribuzione.
Il penultimo film di Corman come regista fu Il Barone Rosso (1971), avendo egli sempre voluto fare un film sull'aviazione, in quanto fu egli stesso un pilota. In seguito lavorò ancora alla regia in I gladiatori dell'anno 3000 (1978) e I magnifici sette nello spazio (1980), senza essere accreditato, e ritornò un'ultima volta dietro la macchina da presa con Frankenstein oltre le frontiere del tempo (1990). Nel 2009 Corman produsse e diresse, insieme con il regista Joe Dante, la webserie Splatter per Netflix. Il protagonista del film venne interpretato da Corey Feldman con la storia narrante dell'inquietante leggenda del rock-and-roll Johnny Splatter. Contribuì inoltre a realizzare commenti per i trailer della webserie di Dante Trailers From Hell. Nel 2010 produsse i film per la televisione Dinoshark, Dinocroc vs. Supergator e Sharktopus per il canale televisivo via cavo Syfy. Nel 2016 fu ospite d'onore della “Filmmakers Academy”, progetto di formazione di giovani registi del Festival di Locarno, venendo omaggiato durante la 69ª edizione della manifestazione con una doppia proiezione di suoi film.

## Filmografia parziale

### Produttore
- Monster from the Ocean Floor, regia di Wyott Ordung (1954)
- The Fast and the Furious, regia di John Ireland e Edward Sampson (1955)
- Cinque colpi di pistola (Five Guns West), regia di Roger Corman (1955)
- The Beast with a Million Eyes, regia di David Kramarsky e Roger Corman (1955) - produttore esecutivo
- La meticcia di fuoco (Apache Woman), regia di Roger Corman (1955)
- Il mostro del pianeta perduto (Day the World Ended), regia di Roger Corman (1955)
- Le donne della palude (Swamp Women), regia di Roger Corman (1956)
- La pantera del West (The Oklahoma Woman), regia di Roger Corman (1956)
- Il mercenario della morte (Gunslinger), regia di Roger Corman (1956)
- Il conquistatore del mondo (It Conquered the World), regia di Roger Corman (1956)
- Paradiso nudo (Naked Paradise), regia di Roger Corman (1957)
- Carnevale rock (Carnival Rock), regia di Roger Corman (1957)
- Il vampiro del pianeta rosso (Not of This Earth), regia di Roger Corman (1957)
- La sopravvissuta (The Undead), regia di Roger Corman (1957)
- Rock tutta la notte (Rock All Night), regia di Roger Corman (1957)
- L'adolescente bambola (Teenage Doll), regia di Roger Corman (1957)
- La ragazza del gruppo (Sorority Girl), regia di Roger Corman (1957)
- La leggenda vichinga (The Saga of the Viking Women and Their Voyage to the Waters of the Great Sea Serpent), regia di Roger Corman (1957)
- La vita di un gangster (I Mobster), regia di Roger Corman (1958)
- Guerra dei satelliti (War of the Satellites), regia di Roger Corman (1958)
- La legge del mitra (Machine-Gun Kelly), regia di Roger Corman (1958)
- Giovani delinquenti (Hot Car Girl), regia di Bernard L. Kowalski - produttore esecutivo (1958)
- The Cry Baby Killer, regia di Jus Addiss - produttore esecutivo (1958)
- Un secchio di sangue (A Bucket of Blood), regia di Roger Corman (1959)
- La donna vespa (The Wasp Woman), regia di Roger Corman (1959)
- Assalto della fanteria di montagna (Ski Troop Attack) (1959)
- Battle of Blood Island, regia di Joel Rapp - produttore esecutivo (1960)
- I vivi e i morti (House of Usher) (1960)
- La piccola bottega degli orrori (The Little Shop of Horrors) (1960)
- L'ultima donna sulla Terra (Last Woman on Earth) (1960)
- Atlas, il trionfatore di Atene (Atlas), regia di Roger Corman (1961)
- La creatura del mare fantasma (Creature from the Haunted Sea), regia di Roger Corman (1961)
- Il pozzo e il pendolo (Pit and the Pendulum), regia di Roger Corman (1961)
- Sepolto vivo (Premature Burial), regia di Roger Corman (1962)
- L'odio esplode a Dallas (The Intruder), regia di Roger Corman (1962)
- I racconti del terrore (Tales of Terror), regia di Roger Corman (1962)
- La torre di Londra (Tower of London), regia di Roger Corman (1962)
- I diavoli del Gran Prix (The Young Racers), regia di Roger Corman (1963)
- I maghi del terrore (The Raven), regia di Roger Corman (1963)
- La vergine di cera (The Terror), regia di Roger Corman (1963)
- La città dei mostri (The Haunted Palace), regia di Roger Corman (1963)
- L'uomo dagli occhi a raggi X (X), regia di Roger Corman (1963)
- La maschera della morte rossa (The Masque of the Red Death), regia di Roger Corman (1964)
- 5 per la gloria (The Secret Invasion), regia di Roger Corman (1964)
- La tomba di Ligeia (The Tomb of Ligeia), regia di Roger Corman (1964)
- I selvaggi (The Wild Angels), regia di Roger Corman (1966)
- Blood Bath, regia di Jack Hill e Stephanie Rothman - produttore esecutivo (non accreditato) (1966)
- Il massacro del giorno di San Valentino (The St. Valentine's Day Massacre), regia di Roger Corman (1967)
- Il serpente di fuoco (The Trip), regia di Roger Corman (1967)
- Killico, il pilota nero (The Wild Racers), regia di Daniel Haller e Roger Corman (non accreditato) - produttore esecutivo (1968)
- Voyage to the Planet of Prehistoric Women, regia di Peter Bogdanovich - produttore (1968)
- Il clan dei Barker (Bloody Mama), regia di Roger Corman (1970)
- Gas, fu necessario distruggere il mondo per poterlo salvare (Gas-s-s-s), regia di Roger Corman (1970)
- Sesso in gabbia (The Big Doll House), regia di Jack Hill - produttore esecutivo (non accreditato) (1971)
- Il Barone Rosso (Von Richthofen and Brown), regia di Roger Corman - produttore esecutivo (1971)
- Rivelazioni di un'evasa da un carcere femminile (Women in Cages), regia di Gerardo de Leon - non accreditato (1971)
- America 1929 - Sterminateli senza pietà (Boxcar Bertha), regia di Martin Scorsese (1972)
- Cockfighter, regia di Monte Hellman (1974)
- La rivolta delle gladiatrici, regia di Steve Carver e Joe D'Amato (non accreditato) - produttore esecutivo (1974)
- Femmine in gabbia (Caged Heat), regia di Jonathan Demme - non accreditato (1974)
- Quella sporca ultima notte (Capone), regia di Steve Carver (1975)
- Anno 2000 - La corsa della morte (Death Race 2000), regia di Paul Bartel (1975)
- Attenti a quella pazza Rolls Royce (Grand Theft Auto), regia di Ron Howard - produttore esecutivo (1977)
- La tigre del sesso (Ilsa, the Tigress of Siberia), regia di Jean LaFleur - non accreditato (1977)
- I gladiatori dell'anno 3000 (Deathsport), regia di Allan Arkush, Nicholas Niciphor e Roger Corman (non accreditato) (1978)
- Valanga (Avalanche), regia di Corey Allen (1978)
- Piraña (Piranha), regia di Joe Dante (1978) - produttore esecutivo
- Saint Jack (Saint Jack), regia di Peter Bogdanovich (1979)
- I magnifici sette nello spazio (Battle Beyond the Stars), regia di Jimmy T. Murakami e Roger Corman (1980)
- Monster - Esseri ignoti dai profondi abissi (Humanoids from the Deep), regia di Barbara Peeters (1980) - produttore esecutivo; non accreditato
- Il pianeta del terrore (Galaxy of Terror), regia di Bruce D. Clark (1981)
- Space Raiders, regia di Howard R. Cohen (1983)
- Passione fatale, (Love Letters), regia di Amy Holden Jones (1983)
- La regina dei barbari (Barbarian Queen), regia di Héctor Olivera (1985)
- Lords of the Deep, regia di Mary Ann Fisher (1989)
- Ossessione fatale (Naked Obsession), regia di Dan Golden (1990)
- Ultra Warrior, regia di Augusto Tamayo San Román e Kevin Tent - produttore esecutivo (1990)
- Deathstalker IV: Match of Titans, regia di Howard R. Cohen (1990) - produttore esecutivo
- Frankenstein oltre le frontiere del tempo (Frankenstein Unbound), regia di Roger Corman (1990)
- Dead Space (Dead Space), regia di Fred Gallo (1991)
- Vendetta marziale (Angelfist), regia di Cirio H. Santiago (1993)
- Carnosaur - La distruzione (Carnosaur), regia di Adam Simon, Darren Moloney (1993) - produttore esecutivo
- The Fantastic Four, regia di Oley Sassone (1994) - produttore esecutivo
- Piranha - La morte viene dall'acqua, regia di Scott P. Levy (1995) - produttore esecutivo
- Humanoids from the Deep, regia di Jeff Yonis (1996) - produttore esecutivo
- Carnosaur 3: Primal Species, regia di Jonathan Winfrey (1996)
- When Eagles Strike, regia di Cirio H. Santiago (2003)
- Death Race, regia di Paul W. S. Anderson (2008) - produttore esecutivo
- Dinoshark, regia di Kevin O'Neill (2010)
- Dinocroc vs. Supergator, regia di Jim Wynorski (2010) - produttore esecutivo
- Sharktopus, regia di Declan O'Brien (2010)
- Death Race 2050 (Roger Corman's Death Race), regia di G.J. Echternkamp (2017)

### Regista
- Cinque colpi di pistola (Five Guns West) (1955)
- La meticcia di fuoco (Apache Woman) (1955)
- Il mostro del pianeta perduto (Day the World Ended) (1955)
- The Beast with a Million Eyes (1955) - non accreditato
- La pantera del West (The Oklahoma Woman) (1956)
- Il mercenario della morte (Gunslinger) (1956)
- Il conquistatore del mondo (It Conquered the World) (1956)
- Le donne della palude (Swamp Women) (1956)
- Paradiso nudo (Naked Paradise) (1957)
- Carnevale rock (Carnival Rock) (1957)
- Il vampiro del pianeta rosso (Not of This Earth) (1957)
- L'assalto dei granchi giganti (Attack of the Crab Monsters) (1957)
- La sopravvissuta (The Undead) (1957)
- Rock tutta la notte (Rock All Night) (1957)
- L'adolescente bambola (Teenage Doll) (1957)
- La ragazza del gruppo (Sorority Girl) (1957)
- La leggenda vichinga (The Saga of the Viking Women and Their Voyage to the Waters of the Great Sea Serpent) (1957)
- La vita di un gangster (I Mobster) (1958)
- Guerra dei satelliti (War of the Satellites) (1958)
- La legge del mitra (Machine-Gun Kelly) (1958)
- Adolescente delle caverne (Teenage Cave Man) (1958)
- Le dee della scogliera del pescecane (She Gods of Shark Reef) (1958)
- Giovani delinquenti (Hot Car Girl) (1958)
- Un secchio di sangue (A Bucket of Blood) (1959)
- La donna vespa (The Wasp Woman) (1959)
- Assalto della fanteria di montagna (Ski Troop Attack) (1959) Regista, produttore, attore.
- I vivi e i morti (House of Usher) (1960) Regista, produttore.
- La piccola bottega degli orrori (The Little Shop of Horrors) (1960) || Regista, produttore.
- L'ultima donna sulla Terra (Last Woman on Earth) (1960) || Regista, produttore.
- Atlas, il trionfatore di Atene (Atlas) (1961)
- La creatura del mare fantasma (Creature from the Haunted Sea) (1961)
- Il pozzo e il pendolo (Pit and the Pendulum) (1961)
- Sepolto vivo (Premature Burial) (1962)
- L'odio esplode a Dallas (The Intruder) (1962)
- I racconti del terrore (Tales of Terror) (1962)
- La torre di Londra (Tower of London) (1962)
- I diavoli del gran prix (The Young Racers) (1963)
- I maghi del terrore (The Raven) (1963)
- La vergine di cera (The Terror) (1963)
- La città dei mostri (The Haunted Palace) (1963)
- L'uomo dagli occhi a raggi X (X) (1963)
- La maschera della morte rossa (The Masque of the Red Death) (1964)
- 5 per la gloria (The Secret Invasion) (1964)
- La tomba di Ligeia (The Tomb of Ligeia) (1964)
- I selvaggi (The Wild Angels) (1966)
- Il massacro del giorno di San Valentino (The St. Valentine's Day Massacre) (1967)
- Il serpente di fuoco (The Trip) (1967)
- Assalto finale (A Time for Killing) (1967) - non accreditato
- Killico, il pilota nero (The Wild Racers) (1968) - non accreditato
- Bersaglio umano (Target: Harry) (1969) - non accreditato
- De Sade (1969) - non accreditato
- Il clan dei Barker (Bloody Mama) (1970)
- Gas, fu necessario distruggere il mondo per poterlo salvare (Gas-s-s-s) (1970)
- Il Barone Rosso (Von Richthofen and Brown) (1971)
- l gladiatori dell'anno 3000 (Deathsport) (1978) - non accreditato
- I magnifici sette nello spazio (Battle Beyond the Stars) (1980) - non accreditato
- Frankenstein oltre le frontiere del tempo (Frankenstein Unbound) (1990)

### Attore
- Monster from the Ocean Floor, regia di Wyott Ordung (1954)
- The Fast and the Furious, regia di John Ireland e Edward Sampson (1955)
- Il mostro del pianeta perduto (Day the World Ended), regia di Roger Corman (1955)
- Paradiso nudo (Naked Paradise), regia di Roger Corman (1957)
- Guerra dei satelliti (War of the Satellites), regia di Roger Corman (1958)
- Giovani delinquenti (Hot Car Girl), regia di Bernard L. Kowalski (1958)
- The Cry Baby Killer, regia di Jus Addiss (1958)
- La donna vespa (The Wasp Woman), regia di Roger Corman (1959)
- Assalto della fanteria di montagna (Ski Troop Attack) (1959)
- Atlas, il trionfatore di Atene (Atlas), regia di Roger Corman (1961)
- Blood Bath, regia di Jack Hill e Stephanie Rothman (1966)
- Il padrino - Parte II (The Godfather: Part II), regia di Francis Ford Coppola (1974)
- Cannonball, regia di Paul Bartel (1976)
- L'ululato (The Howling), regia di Joe Dante (1981)
- Lo stato delle cose (Der Stand der Dinge), regia di Wim Wenders (1982)
- Swing Shift - Tempo di swing (Swing Shift), regia di Jonathan Demme (1984)
- Lords of the Deep, regia di Mary Ann Fisher (1989)
- Il silenzio degli innocenti (The Silence of the Lambs), regia di Jonathan Demme (1991)
- Body Bags - Corpi estranei (Body Bags), regia di John Carpenter, Tobe Hooper e Larry Sulkis (1993)
- Philadelphia, regia di Jonathan Demme (1993)
- Runaway Daughters, regia di Joe Dante (1994)
- Apollo 13, regia di Ron Howard (1995)
- La seconda guerra civile americana (The Second Civil War), regia di Joe Dante (1997)
- The Practice - Professione avvocati (The Practice) - serie TV, 3x13 (1999)
- Scream 3, regia di Wes Craven (2000)
- Looney Tunes: Back in Action, regia di Joe Dante (2003)
- The Manchurian Candidate, regia di Jonathan Demme (2004)
- Dinoshark, regia di Kevin O'Neill (2010)
- Sharktopus, regia di Declan O'Brien (2010)

### Soggetti e sceneggiature
- FBI operazione Las Vegas (Highway Dragnet), regia di Nathan Juran (1954)
- The Fast and the Furious, regia di John Ireland e Edward Sampson (1955)
- Frankenstein oltre le frontiere del tempo (Frankenstein Unbound), regia di Roger Corman (1990)

## Doppiatori italiani
Nelle versioni in italiano delle opere in cui recitò, Roger Corman venne doppiato da:
- Sandro Iovino ne Il padrino - Parte II
- Romano Ghini ne Il silenzio degli innocenti
- Romano Malaspina ne La seconda guerra civile americana
- Sandro Pellegrini in Looney Tunes: Back in Action